# Bufalvent

## El turó
Bufalvent és un turó situat al terme municipal de Manresa i entre les zones urbanes de Manresa a l'oest i El Pont de Vilomara a l'est. Es troba també entre els rius Cardener i Llobregat.

### Urbanització
Els serveis que s'hi poden trobar són:
- Polígon industrial[1]
  - Associació Empresarial
  - Pavimentació
  - Voreres
  - Senyalització
  - Clavegueram
  - Boques d'incendi (71 públiques i 11 privades)
  - Enllumenat
  - Aigua
  - Instal·lació de gas natural
  - Servei de Telèfon
  - Bústia de correus
  - Servei de repartiment de correspondència diari
  - 6 Aparcaments de cotxes
  - 1 Aparcament de camions
  - Subministrament elèctric en Mitja i Alta tensió
  - Servei de transport públic
  - 1 Àrea de servei / Benzinera
  - 1 Restaurant
  - Central d'ADSL
  - Fibra òptica
- Deixalleria
  - Recollida Selectiva
  - Gestió de Residus
  - Abocador
- Zones verdes

## Polígon
El polígon industrial de Bufalvent és la zona industrial més important de la comarca de Bages, va ser promogut l'any 1970 i el 1980 va ser traspassada la titularitat a la Generalitat de Catalunya (Institut Català del Sòl).
Té una extensió de 95 hectàrees, i compta amb plena ocupació. Hi desenvolupen la seva activitat industrial gairebé 300 empreses i prop de 5000 treballadors. La seva situació i comunicació faciliten la seva activitat.

## Deixalleria
La deixalleria municipal de Manresa és una instal·lació pública situada al polígon on es poden portar els objectes domèstics que no es recullen regularment a la via pública.
Al vessant sud del turó, el Consorci del Bages per a la gestió de Residus, situat en el Parc Ambiental de Bufalvent, consta d'un dipòsit controlat de residus, i una zona de reciclatge amb una Planta de compostatge.